# Сан Роко (Пистоја)
Сан Роко је насеље у Италији у округу Пистоја, региону Тоскана.
Према процени из 2011. у насељу је живело 4353 становника. Насеље се налази на надморској висини од 25 м.